# Landtagswahl in Oberösterreich 2009
- SPÖ: 14
- GRÜNE: 5
- ÖVP: 28
- FPÖ: 9

- SPÖ: 2
- GRÜNE: 1
- ÖVP: 5
- FPÖ: 1

- Regierung: 33
- Opposition: 23

Die Landtagswahl in Oberösterreich 2009 fand am 27. September 2009 statt. Bei den Wahlen traten neben den bereits im Oberösterreichischen Landtag vertretenen Parteien, der Österreichischen Volkspartei (ÖVP), der Sozialdemokratischen Partei Österreichs (SPÖ), der Partei Die Grünen Oberösterreich (Grüne) und der Freiheitlichen Partei Österreichs (FPÖ) auch das Bündnis Zukunft Österreich (BZÖ), Die Christen (DC) und die Kommunistische Partei Österreichs (KPÖ) an. Die ÖVP konnte bei der Landtagswahl ihre Stimmenmehrheit ausbauen und neben der Hälfte der Landtagsmandate eine Mehrheit in der Regierung erzielen. Die SPÖ musste schwere Verluste hinnehmen und verlor die Hälfte ihrer Regierungssitze. Während die FPÖ als großer Wahlgewinner beinahe eine Verdoppelung ihres Stimmenanteils und den Einzug in die Regierung erreichten, fielen die Grünen hinter die FPÖ zurück, wenngleich sie ihren Stimmenanteil und den Regierungssitz halten konnten. Das BZÖ verfehlte hingegen erneut den Einzug in einen Landtag, an dem auch die KPÖ und Die Christen scheiterten.

## Voraussetzungen

### Ausgangslage

Mandatsverteilung nach der Landtagswahl 2003

Aus der Landtagswahl 2003 war die FPÖ als großer Verlierer hervorgegangen. Sie hatte 12,2 Prozent der Stimmen verloren und rutschte mit 8,4 % auf den vierten Platz zurück. Am stärksten profitierte die SPÖ von den Verlusten der FPÖ. Sie konnte mit Zugewinnen von 11,3 % ihren Stimmenanteil auf 38,3 % erhöhen und erzielte das beste Wahlergebnis bei Landtagswahlen seit 1979. Auch die Grünen gingen als Sieger aus der Wahl hervor, wobei sie ihren Stimmenanteil von 5,8 % auf 9,1 % steigern konnten. Die ÖVP blieb nahezu unverändert und verzeichnete einen Zugewinn von 0,7 % auf 43,4 %. Während die ÖVP ihren Mandatsstand von 25 Landtagssitzen hielt, schloss die SPÖ durch den Zugewinn von 6 Mandaten mit 22 Landtagssitzen beinahe zur ÖVP auf. Die FPÖ rutschte von 12 auf 4 Mandate ab und wurden von den Grünen überholt, die sich von 3 auf 5 Mandate steigern konnte.
Nach der Wahl wurden die Regierungssitze nach dem Proporzsystem vergeben. Die ÖVP stellte in der neuen Regierung erneut vier der neun Regierungsmitglieder, die SPÖ konnte zu ihren bisherigen zwei Regierungssitzen einen hinzugewinnen. Während die Grünen erstmals in die Landesregierung einzogen, verlor die FPÖ ihre beiden Regierungssitze und flog aus der Landesregierung. ÖVP und Grüne beschlossen in der Folge ein Arbeitsübereinkommen, das als erste „Schwarz-Grüne-Koalition“ Österreichs auf höherer Ebene in die Geschichte einging. Trotz des Arbeitsübereinkommens fielen in der Folge 99,33 % der Beschlüsse in der Landesregierung einstimmig.

### Wahlrecht
Mit dem Oberösterreichischen Wahlrechtsänderungsgesetz 2009 wurde am 29. Jänner 2009 eine umfassende Wahlrechtsreform durch den Landtag beschlossen. Die Wahlrechtsreform umfasste dabei eine Senkung des Wahlalters, die Einführung der Briefwahl sowie Änderungen bei der Ermittlung des Wahlergebnisses. Nötig geworden war die Wahlrechtsreform infolge der 2007 durchgeführten Bundes-Verfassungsgesetz-Novelle (BGBl. I Nr. 27/2007) und des Wahlrechtsänderungsgesetz (BGBl. I Nr. 28/2007). So musste die auf Bundesebene beschlossene Senkung des Wahlalters auf Grund des Homogenitätsgebots auch im Landes- und Gemeindewahlrecht verankert und die in der Bundesverfassung verankerten Briefwahl durch Durchführungsbestimmungen auf Landesebene umgesetzt werden. Mit  dem Oberösterreichischen Wahlrechtsänderungsgesetz 2009 wurde in der Folge das aktiven Wahlalter auf das vollendete 16. Lebensjahr und das passive Wahlalter auf das vollendete 18. Lebensjahr gesenkt. Zudem wurden auch für die Funktion von Wahlzeugen, Mitgliedern der Wahlbehörde oder Vertrauensperson in der Wahlbehörde das Mindestalter auf 16 Jahre gesenkt. Die bisherige Möglichkeit der Stimmabgabe mittels einer Wahlkarte wurde durch Möglichkeit der Wahl mittels Briefwahl ersetzt. Dadurch kann die Stimmabgabe erstmals bei der Oberösterreichischen Landtagswahl auch postalisch erfolgen. Eine weitere Änderung betraf die Ermittlung des vorläufigen Wahlergebnisses am Wahltag und die Feststellung des endgültigen Wahlergebnisses.

### Wahlberechtigte
Nach der Senkung des Wahlalters infolge des Wahlrechtsänderungsgesetz 2009 hatten bei der Landtagswahl 2009 alle jene Männer und Frauen das passive Wahlrecht, die spätestens am Tag der Wahl das 16. Lebensjahr vollendet und am Stichtag, dem 5. Juni 2009, die österreichische Staatsbürgerschaft besessen hatten. Zudem mussten die Wahlberechtigten ihren Hauptwohnsitz in Oberösterreich haben und durften vom Wahlrecht nicht ausgeschlossen sein. Ein Ausschluss vom Wahlrecht besteht bei einer rechtskräftigen Verurteilung durch ein inländisches Gericht wegen einer oder mehrerer mit Vorsatz begangener strafbarer Handlungen zu einer mehr als einjährigen Freiheitsstrafe. Durch die Senkung des Wahlalters, regionale Bevölkerungsdynamik, eine steigende Lebenserwartung und Einbürgerungen seit der letzten Landtagswahl stieg die Anzahl der Wahlberechtigten gegenüber der Landtagswahl 2003 um rund 66.900 auf 1.086.327 Personen an, wovon 559.872 Frauen und 526.455 Männer waren. Davon konnten rund 132.000 Wähler unter 24-Jährige erstmals an einer Landtagswahl teilnehmen, wobei die 34.000
Erstwähler im Alter von 16 bis 17 Jahren von der Senkung des Wahlalters profitierten. Das Alter der Wahlberechtigten lag im Durchschnitt bei 48 Jahren.
Das aktive Wahlrecht hatten alle Wahlberechtigten inne, die spätestens am Tag der Wahl das 18. Lebensjahr vollendeten, wobei durch die Wahlrechtsreform auch das Wahlalter für das aktive Wahlrecht von 19 auf 18 Jahre gesenkt worden war. Für eine Kandidatur mussten die wahlwerbenden Parteien dabei für jeden Kreiswahlvorschlag Unterstützungserklärungen von wenigstens 80 Wahlberechtigten des Wahlkreises vorlegen. Demnach waren für eine landesweite Kandidatur in allen fünf Wahlkreisen wenigstens 400 Unterstützungserklärungen notwendig.

### Wahlgang
Mit dem Beschluss des Oberösterreichischen Landtags vom 29. Jänner 2009 kamen alle im Landtag vertretenen Parteien überein, die Landtags-, Gemeinderats- und Bürgermeister(innen)wahlen gemeinsam am Sonntag, den 27. September 2009 durchzuführen. Die Wahl wurde in den fünf Wahlkreisen  Linz und Umgebung, Innviertel, Hausruckviertel, Traunviertel und Mühlviertel durchgeführt.

## Wahlwerbende Parteien (Listenname)

### Oberösterreichische Volkspartei – Liste Landeshauptmann Dr. Josef Pühringer (ÖVP)
Die ÖVP trat zum dritten Mal mit Josef Pühringer als Spitzenkandidat an, wobei die Volkspartei den amtierenden Landeshauptmann ins Zentrum ihrer Wahlkampagne setzte. So enthielt nicht nur der Listenname der ÖVP den Namen des Landeshauptmanns, auch auf allen Plakaten war Pühringer präsent. Während Pühringer mit dem Slogan „Weil er unser Landeshauptmann ist“ auf der zweiten Plakatserie präsentiert wurde, fehlte das ÖVP-Logo auf den gezeigten Plakaten. Die Plakatserie setzte somit nahtlos an der Sommerkampagne der ÖVP an, in der Pühringer mit dem Slogan „Weil er Oberösterreich liebt“ beworben worden war. Zum Wahlziel der ÖVP äußerte sich Pühringer, dass er „einen Vierer vorne haben“ wolle, also mindestens 40 % der Stimmen.
Thematisch stellte die ÖVP ihr „Zukunftsprogramm“ „Oberösterreich tut mehr“ in den Mittelpunkt des Wahlkampfs. Als oberstes Ziel erkor die ÖVP dabei die Verwirklichung der Vollbeschäftigung, also weniger als vier Prozent Arbeitslose in Oberösterreich. Des Weiteren postulierte die ÖVP die Umsetzung weiterer Betriebsansiedlungen, den Ausbau der Verkehrsnetze, eine Erhöhung der Flexibilität der Kinderbetreuung und Sicherheit in das Zentrum ihres Programms. Zudem sprach sie sich für ein Bekenntnis zur regionalen Spitalsversorgung, eine Ausbildungsoffensive für Pflegeberufe und Investitionen in Bildung und Wissenschaft aus. Folglich plakatierte die ÖVP flankierend zur Kampagne für Landeshauptmann Pühringer Plakate mit den Themen Arbeitsplätze, Familien, Sicherheit, Bildung und Gratis-Kindergarten.

### Sozialdemokratische Partei Oberösterreichs
Der aktuelle Landeshauptmann-Stellvertreter Erich Haider trat zum zweiten Mal als Spitzenkandidat für die SPÖ an.

### Die Grünen Oberösterreich – Die Grüne Alternative
Für die Grünen trat wieder Rudi Anschober, einziges Mitglied der Grünen in der Landesregierung, als Spitzenkandidat an.

### Freiheitliche Partei Oberösterreichs
Manfred Haimbuchner kandidierte erstmals für die FPÖ. Der bisherige Spitzenkandidat Lutz Weinzinger trat nicht mehr an.

### Bündnis Zukunft Österreich – Liste Uschi Haubner
Ursula Haubner trat am 27. September für das BZÖ an. Es ist dies die erste Landtagswahl in Oberösterreich seit dem Entstehen des BZÖ.

### Kommunistische Partei Oberösterreichs
Mit Spitzenkandidat Leo Furtlehner ging die KPÖ als die „superrote Variante“ in die Landtagswahlen.

### Die Christen Oberösterreich
Die Christen traten mit Spitzenkandidatin und Landesobfrau Martha Zethofer an. Auch für diese Partei war es der erste Versuch, in den Landtag gewählt zu werden.

### Nicht zugelassen: Nationale Volkspartei
Aufgrund mutmaßlicher Kontakte zur nationalsozialistischen Szene herrschte um die Kandidatur der Nationalen Volkspartei (NVP) eine rege Diskussion. Die Entscheidung über die Zulassung zur Wahl durch die Landeswahlbehörde fiel am 13. August 2009, wobei die Kandidatur der NVP im Wahlkreis Linz und Umgebung von der Landeswahlbehörde einstimmig abgelehnt wurde. Die NVP durfte wegen dubioser Inhalte im Wahlprogramm nicht zur Wahl antreten. Darüber hinaus hat die Landeswahlbehörde eine Anzeige gegen die NVP wegen Verstoßes gegen das Verbotsgesetz angekündigt.

## Wahlergebnis

### Endgültiges Wahlergebnis

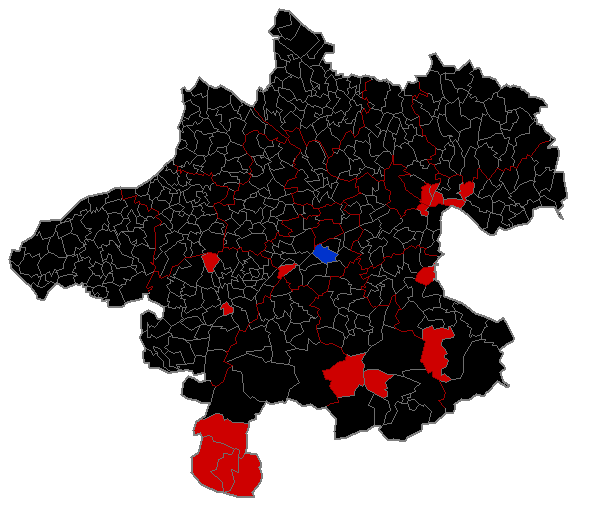
Stimmenstärkste Partei nach Gemeinden

Die Wahlbeteiligung war mit 80,34 % höher als bei der Landtagswahl im Jahr 2003 (mit 78,65 %), aber nicht ganz so hoch wie bei der Nationalratswahl 2008 (81,99 %). Bei der nur eine Woche zuvor ausgetragenen Landtagswahl in Vorarlberg 2009 beteiligten sich vergleichsweise nur 67,41 % der Stimmberechtigten.
| Partei   | Ergebnisse 2009 | Ergebnisse 2009 | Ergebnisse 2009 | Ergebnisse 2003 | Ergebnisse 2003 | Ergebnisse 2003 | Differenzen | Differenzen | Differenzen |
| -------- | --------------- | --------------- | --------------- | --------------- | --------------- | --------------- | ----------- | ----------- | ----------- |
|          | Stimmen         | %               | Mand.           | Stimmen         | %               | Mand.           | Stimmen     | %           | Mand.       |
| Gesamt   | 872.796         | 80,35 %         |                 | 801.892         | 78,65 %         |                 | + 70.904    | + 1,70 %    |             |
| Ungültig | 16.569          |                 |                 | 20.807          |                 |                 | - 4.238     |             |             |
| Gültig   | 856.227         | 98,10 %         |                 | 781.085         | 97,41 %         |                 | +75.142     | + 0,69 %    |             |
| ÖVP      | 400.365         | 46,76 %         | 28              | 339.179         | 43,42 %         | 25              | + 61.186    | + 3,34 %    | + 3         |
| SPÖ      | 213.555         | 24,94 %         | 14              | 299.402         | 38,33 %         | 22              | - 85.847    | - 13,39 %   | - 8         |
| GRÜNE    | 78.569          | 9,18 %          | 5               | 70.742          | 9,06 %          | 5               | + 7.827     | + 0,12 %    | ± 0         |
| FPÖ      | 130.937         | 15,29 %         | 9               | 65.643          | 8,40 %          | 4               | + 65.294    | + 6,89 %    | + 5         |
| BZÖ      | 24.268          | 2,83 %          | 0               | n.k.            |                 |                 | + 24.268    | + 2,83 %    |             |
| DC       | 3.721           | 0,43 %          | 0               | n.k.            |                 |                 | + 3.721     | + 0,43 %    |             |
| KPÖ      | 4.812           | 0,56 %          | 0               | 6.119           | 0,78 %          | 0               | - 1.307     | - 0,22 %    |             |

Es sind also alle bisher vertretenen Parteien (ÖVP, SPÖ, FPÖ und Grüne) weiterhin im Landtag vertreten. BZÖ, KPÖ und DC schafften den Einzug in den Landtag nicht. Allerdings kam es zu erheblichen Mandatsverschiebungen. Die größten Verluste musste die SPÖ hinnehmen, sie bleibt aber weiterhin zweitstärkste Partei in Oberösterreich.

### Bundesrat
Das Ergebnis der Landtagswahl hat auch Auswirkungen auf die Zusammensetzung des Österreichischen Bundesrats, in dem Oberösterreich aufgrund seiner Bevölkerungszahl mit elf Mandataren vertreten ist. Aufgrund des Wahlergebnisses und ihrer Stimmenverluste verlor die oberösterreichische SPÖ zwei ihrer bisher fünf Bundesratssitze. Je ein Mandat wandert zu ÖVP und FPÖ. Nach der Konstituierung des Landtags verteilen sich die oberösterreichischen Bundesratsmandate folgendermaßen auf die Fraktionen: ÖVP 6 (+1), SPÖ 3 (−2), Grüne 1 (±0), FPÖ 1 (+1).